# The Two Natures Within Him
The Two Natures Within Him è un cortometraggio muto del 1915 diretto da Tom Santschi.

## Produzione
Il film fu prodotto dalla Selig Polyscope Company.

## Distribuzione
Distribuito dalla General Film Company, il film - un cortometraggio in tre bobine - uscì nelle sale cinematografiche statunitensi il 20 maggio 1915.